# Robin Douglas-Home
Cecil Robin Douglas-Home (8. maj 1932 – 15. oktober 1968) var en britisk jazz-pianist og forfatter, der stammede fra den skotske adel.

## Forfatter
I 1962 udgav Robin Douglas-Home en autoriseret biografi om Frank Sinatra. I 1964 vandt han Authors' Club First Novel Award for sin debutroman Hot for Certainties. Senere udgav han tre andre romaner. Han skrev også en række artikler til magasiner og ugeblade. 

## Ægteskab
Robin Douglas-Home blev gift med Sandra Clare Paul (født 1940). De fik sønnen Alexander Sholto Douglas-Home i 1962. 
Sandra Paul var fotomodel, og hun er forfatter. Hun har giftet sig fire gange. Hendes seneste ægteskab er med den tidligere konservative partileder Michael Howard (født 1941).

## Familie
Robin Douglas-Home var den ældste søn af den ærede Henry Montagu Douglas-Home (1907-1980) og Lady (Alexandra) Margaret Elizabeth Spencer (1906–1996). 
Faderen Henry Douglas-Home var søn af Charles Douglas-Home, 13. jarl af Home (1873–1951) og bror til sir Alec Douglas-Home (1903–1995), der var britisk premierminister i 1963–1964. Han var også udenrigsminister i flere omgange. Alec Douglas-Home var medlem af Underhuset i 1931-1951 og igen 1963-1974. Han var medlem af Overhuset i to omgange, først som den 14. jarl af Home (1951-1963) og senere som Baron Home of the Hirsel (1974–1995). 
Moderen lady Margaret Spencer var datter af Charles Spencer, 6. jarl af Spencer (1857–1922). Charles Spencer blev oldefar til Diana Spencer, prinsesse af Wales (1961–1997). 
Robin Douglas-Home var storebror til Charles Cospatrick Douglas-Home (1937–1985), der var chefredaktør for The Times i 1982-1985.

## Romancer
Som ung var Robin Douglas-Home kortvarigt forlovet med dengang 22-årige prinsesse Margaretha af Sverige (født 1934). Hun er den ældste søster til kong Carl 16. Gustav af Sverige (født 1946). Prinsesse Margarethas mor prinsesse Sibylla af Sverige (1908–1972) modsatte sig forbindelsen, og romancen ebbede efterhånden ud .  
I 1967 havde Robin Douglas-Home en månedlang romance med Prinsesse Margaret, grevinde af Snowdon (1930-2002)  , søster til dronning Elizabeth 2. af Storbritannien (født 1926). 

## Sidste tid
Robin Douglas-Home led af klinisk depression. Han begik selvmord , som 36-årig.

## Fodnoter
1. ↑  "GREAT BRITAIN: The Princess & the Pianist - TIME". Arkiveret fra originalen 11. august 2013. Hentet 26. juni 2013.
2. ↑  Heald, p.170
3. ↑  Warwick, pp. 245–246
4. ↑  name="telegraph1"